# Henrik Stubkjær

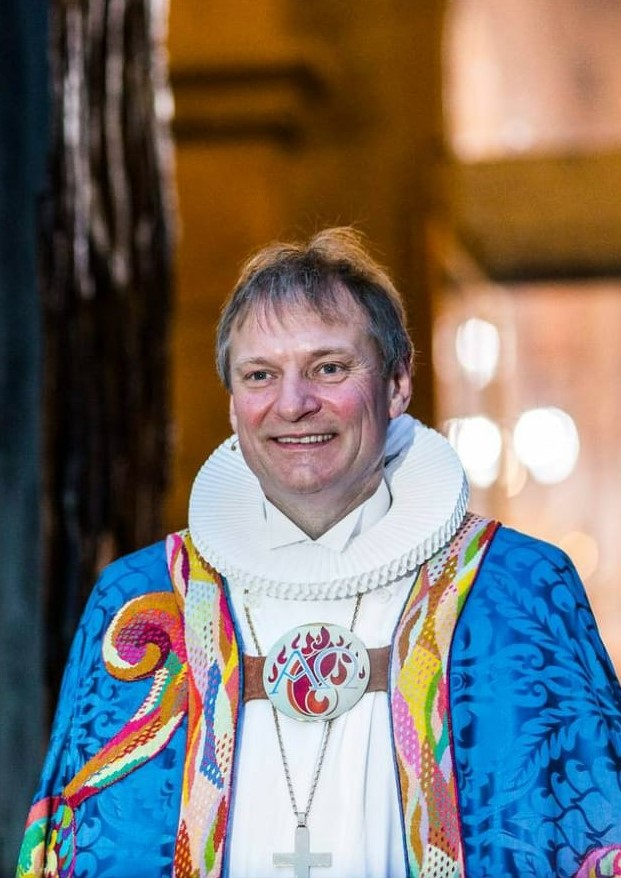
Henrik Stubkjær (2018)

Henrik Stubkjær (* 31. Dezember 1961 in Brædstrup) ist ein dänischer lutherischer  Geistlicher. Seit dem Jahr 2014 ist er Bischof des Bistums Viborg der Dänischen Volkskirche, seit 2023 Präsident des Lutherischen Weltbundes.
Stubkjær schloss 1990 sein Theologiestudium an der Universität Aarhus ab und arbeitete von 1993 bis 1996 als Gemeinde- und Studentenpfarrer in Aarhus. Anschließend übernahm er die Leitung der dortigen Diakonhøjskolen. 2005 wurde er Generalsekretär von Folkekirkens Nødhjælp, dem Hilfswerk der Dänischen Volkskirche für die weltweite Entwicklungszusammenarbeit. 2014 wurde er zum Nachfolger von Karsten Nissen gewählt und am 23. November 2014 in sein Amt eingeführt.
Henrik Stubkjær ist verheiratet mit Karen Stubkjær.
Nachdem Stubkjær 40 Jahre Mitglied der Sozialdemokratischen Partei war, trat er im Januar 2023 aus. Anlass waren Pläne der von Mette Frederiksen geleiteten Regierung, den store bededag als gesetzlichen Feiertag abzuschaffen, um, vor dem Hintergrund des Russischen Überfalles auf die Ukraine, die Militärausgaben Dänemarks zu erhöhen.
Bei der 13. Vollversammlung des Lutherischen Weltbunds im September 2023 wurde er zum Präsidenten gewählt und eingeführt. Er amtiert bis zur nächsten Vollversammlung.